# 南部铁路21C151号机车
南部铁路21C151号机车，别称溫斯頓·丘吉爾號（Winston Churchill），是南部铁路西郡/不列顛戰役型蒸汽機車中的一台。1946年12月30日交付，最初属英国南部铁路公司，1948年改属英国铁路，1965年退役。1965年在温斯顿·丘吉尔逝世后不久，曾牵引运载温斯顿·丘吉尔灵柩的火车。 退役后由大英铁路博物馆收藏，曾在位于约克的大英铁路博物馆总馆展示，现静态展示于大英铁路博物馆希尔登分馆。

## 历史

### 建造及运营初期
21C151号机车于1946年在布萊頓鐵路工廠制造，1946年12月30日交付英国南部铁路公司，最初并未命名。机车出厂后配属索爾茲伯里机务段，担当西英格兰干线铁路伦敦-埃克塞特区段交路。

### 命名

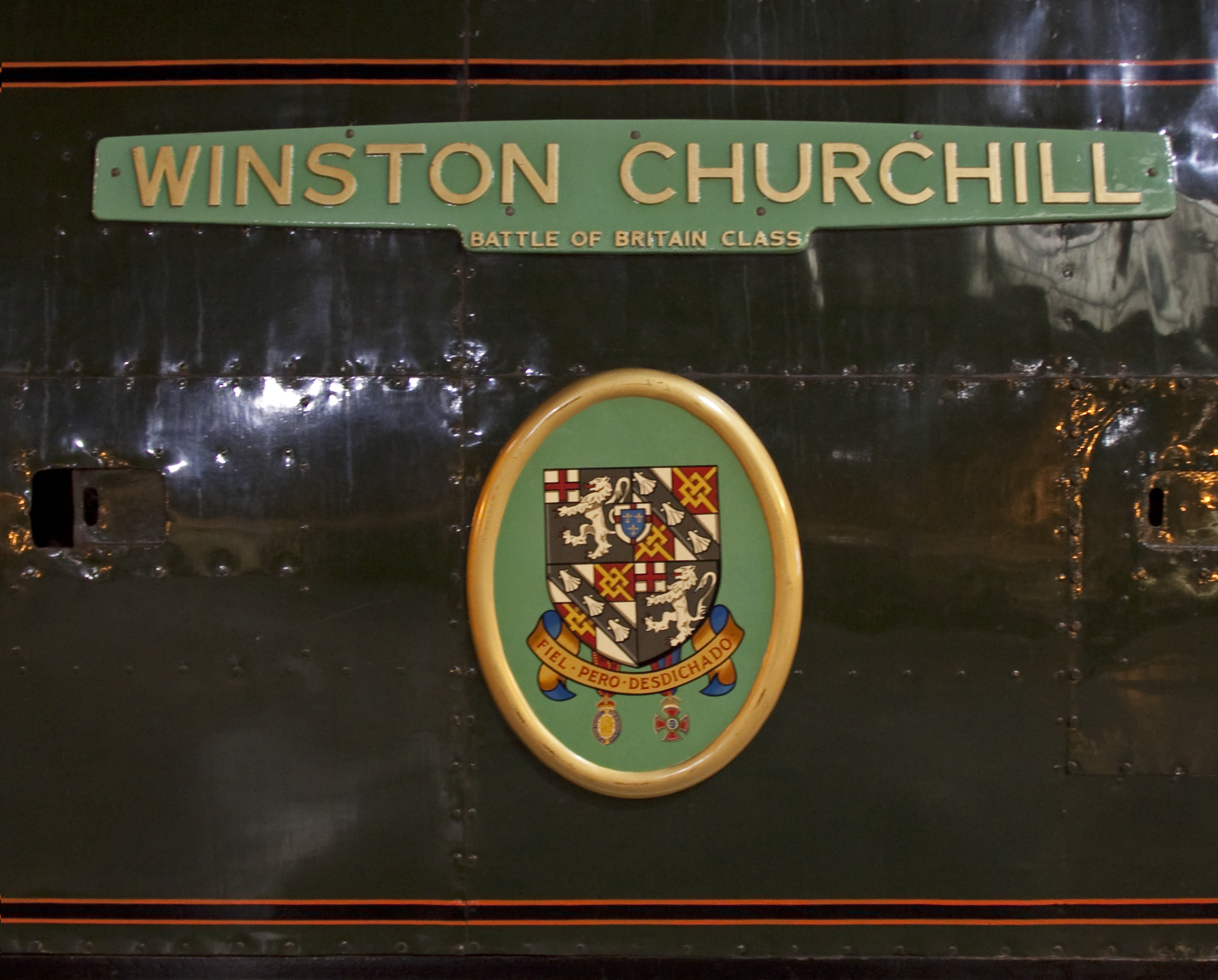
34051号机车上的名称牌和徽章

1947年9月11日，为纪念带领英国人民走向反法西斯战争胜利的前英国首相温斯顿·丘吉尔，英国南部铁路公司正式将所属的21C151号蒸汽机车命名为“溫斯頓·丘吉爾號”。命名仪式在在伦敦滑铁卢车站举行，温斯顿·丘吉尔拒绝出席此次命名仪式。命名仪式由休·卡思沃特·雷明希尔·道丁男爵主持，这位男爵同时以自己的名字命名了一台同型机车。

### 改造及改属英国铁路
1947年7月至8月，该机车司机室由平头改造为更加流线型的楔形司机室，前窗面积也进行了加大。
因英国铁路行业国有化的的缘故，英国南部铁路公司于1948年1月1日并入英国铁路，21C151号机车随之转入英国铁路。1948年10月，英国铁路将其重新编号为34051号。
1949年3月，34051号机车在伊斯特利工廠大修期间将原煤水车（编号3301）更换为原为21C128号机车所使用的3280号煤水车（3301号煤水车后来又与34042号机车连挂）。
1950年2月，34051号机车转配位于伦敦的九榆树机务段，运用于西英格兰干线及西南干线。同年8月，该机车再次更换煤水车，原先所用3280号煤水车改由34065号机车使用，而34051号机车则更换了此前与34067号机车连挂的3316号煤水车（此后34067号机车改用新造煤水车）。
34051号机车在改属英国铁路后仍保持原南部铁路公司的孔雀石綠色和铬黄色相间的外部涂装，直至1950年11月才改为英国铁路常用的布伦司维克绿（Brunswick green）。
1951年4月，34051号机车转配位于埃克塞特东南不远处的埃克斯茅斯机务段，转而在日益萧条的支线铁路上运行。两个月后再次转配索爾茲伯里机务段。最后配属索爾茲伯里期间，34051号机车成为了所在机务段的宠儿，甚至于1959年6月在索爾茲伯里和多塞特交汇铁路索爾茲伯里站-溫伯恩站区段牵引运牛列车时被注意到。
1954年11月至12月，34051号机车在伊斯特利工廠大修期间，锅炉压力由280 lbf/in2（1,930.53 kPa）减为250 lbf/in2（1,723.69 kPa）。在6年后的下一次大修中，加装了速度表和自動报警裝置，煤水车也进行了改造。

### 牵引温斯顿·丘吉尔葬礼专列

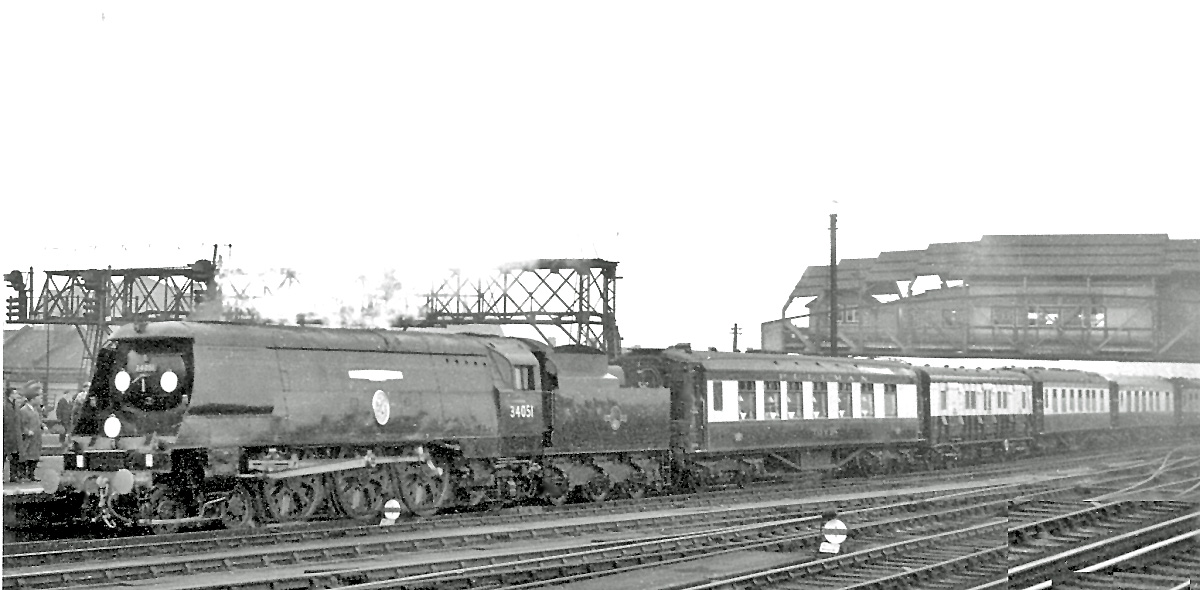
专列途经克拉珀姆交匯站

温斯顿·丘吉尔于1965年1月24日逝世，1965年1月30日举行国葬。葬礼当天，丘吉尔的灵柩使用海文格号科考船经泰晤士河运抵伦敦滑铁卢车站，并被送上开往汉伯勒的专列。丘吉尔的遗体安葬于汉伯勒附近的布雷顿教堂公墓。列车编组为：
| 机车/车辆          | 编号/别名        |
| ------------------ | ---------------- |
| 机车               | 34051            |
| 普尔曼客厅车       | 208              |
| 灵车(普尔曼行李车) | S2464S           |
| 普尔曼餐车         | 307 卡瑞纳号     |
| 普尔曼餐车         | 246 利底亞号     |
| 普尔曼客厅车       | 301 柏修斯号     |
| 普尔曼客厅车       | 247 薩尼特半岛号 |

灵车是原英国南部铁路公司的行李车，长53英尺3英寸（16.23米）。原编号2464，后改编号为S2464S。1931年制造，1961年退出常规运营。1962年7月恢复原普尔曼风格乳白色和棕色相间的外涂装。退役后曾重新在英国的斯旺纳奇铁路上运行，也曾进行静态展示。
丘吉尔的家人亦同乘这趟列车。专列途经巴恩斯站、特威克納姆站、弗吉尼亚沃特站、雅士谷站、沃金厄姆站、雷丁站、牛津站，最后到达终点站汉伯勒站。之后，34051号机车由D1015号机车（英铁52型液力传动内燃机车）回送至伦敦帕丁顿车站。
34051号机车随后于1965年9月19日退役，走行里程807,496英里（1,299,539公里）。
丘吉尔葬礼专列所用机车和车辆均得到保存。 其中两辆普尔曼客车和灵车曾在美国停留过数年。灵车后恢复原普尔曼风格涂装，并重新在英国的斯旺纳奇铁路上运行。

### 退役后被保存
在完成专列牵引任务后，英国铁路决定保存34051号机车。34051号机车于1965年11月被送至赫利菲尔德机务段封存，后又转移至迪德科特铁路中心。之后被位于约克的国有博物馆大英铁路博物馆总馆收藏。2014年12月，34051号机车在中汉普郡铁路沿线的罗普利完成重新喷漆，之后在2015年1月20日丘吉尔逝世50周年前夕回到位于约克的大英铁路博物馆总馆，但机车仍无法运行。 2016年，移至大英铁路博物馆希尔登分馆。 截至2017年12月，34051号机车仍在大英铁路博物馆希尔登分馆展示。